# Pseudocentrotus depressus
Espèce
Synonymes
- Echinus disjunctus von Martens, 1866[1]
- Strongylocentrotus depressus (A. Agassiz, 1864)[1]
- Toxocidaris depressa A. Agassiz, 1864[1]

Pseudocentrotus depressus est une espèce d'oursins asiatiques de la famille des Strongylocentrotidae, unique espèce vivante du genre Pseudocentrotus.

## Description
Ce sont des oursins dits « réguliers » : le test (coquille) est plus ou moins sphérique, protégé par des radioles (piquants), l'ensemble suivant une symétrie pentaradiaire (centrale d'ordre 5) reliant la bouche (péristome) située au centre de la face orale (inférieure) à l'anus (périprocte) situé à l'apex aboral (pôle supérieur).
C'est un oursin sombre, qui peut atteindre 6,5 cm.

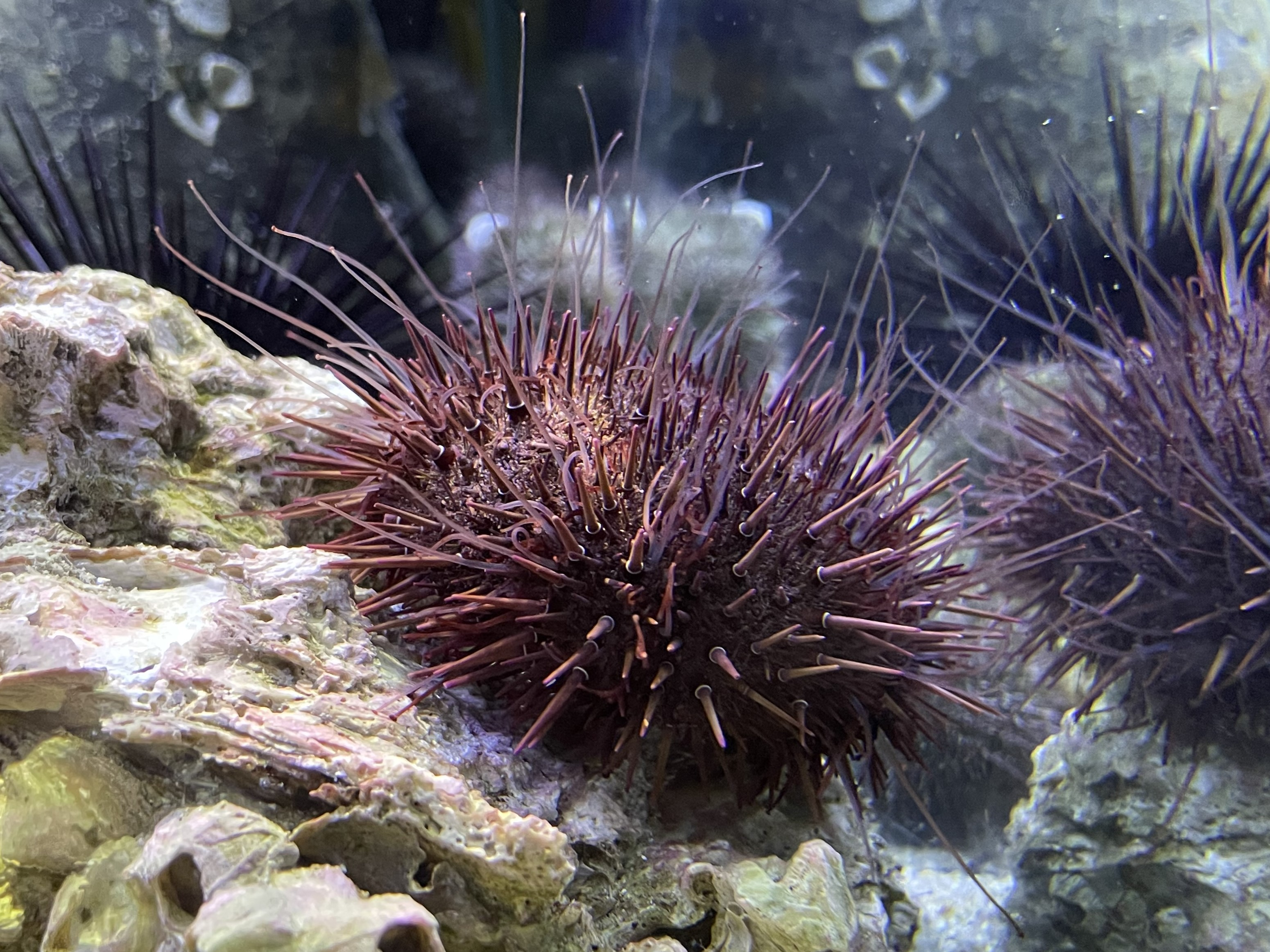
Spécimen japonais.

## Habitat et répartition
On trouve ces oursins sur les côtes du Pacifique nord-ouest, principalement au Japon, en Corée et en Russie. Il apprécie les fonds rocheux à très faible profondeur.

## Pseudocentrotus depressuset l'Homme
Cet oursin est comestible, et apprécié en Asie et notamment au Japon, où il est appelé Aka-uni et fait l'objet d'un élevage à but commercial.